# コクウ
『コクウ』（Kokuu）は、2017年7月9日に公開された日本映画。

## 概要
2017年6月23日に成人映画『ほくろの女は夜濡れる』として上野オークラ劇場など成人映画館で劇場公開。2017年7月9日に濡れ場を一部カットし、ストーリー部分を15分追加しR-15作品として再編集した『コクウ』としてテアトル新宿で一般公開。
業を積むたびにほくろを書き込むというアイディアは、マリリン・モンローが自分のほくろを描いてたという逸話からの発想。
監督の榊は新人っぽい女優を主演に希望し、オーピー映画側が戸田を提案。面談した際、映画『牯嶺街少年殺人事件』を観ていることがひっかかりそのまま決定した。
映画初出演、初主演ながらオリジナルビデオ作品でも演技経験ある戸田真琴は、本作の役柄について「（始めて）共感できるところがあった」。「私と似通った思いを抱きながらも私よりもずっとずっと大変な思いをし、傷つき、最後には壊れてしまう役だったので、私はものすごく演技に集中した。（略）自分のどこかもう一つの人生をこの子が代わりに再現してくれているような、そんな気になった」と役との調和、融合があったことを綴っている。
タイトルは「虚空」と「黒雨」のダブルミーニング。
2019年1月にDVD化。

## あらすじ
路上で誰かと待ち合わせている様子の朋子。そこへスーツ姿で呼ぶ潤の声。振り向いた朋子は潤の顔を確認するとバツが悪そうな顔をした。夜の朋子は「サヤカ」の名で娼婦のような仕事をしていたのだ。それも過去に継父の作った借金を返すため。朋子が天を見上げると黒い雨。果たして朋子は空が晴れた後、幸せをつかむことが出来るのか。

## キャスト
工藤朋美
演 - 戸田真琴
昼間は地味なOL。夜は派手な服で「サヤカ」として出歩く女性。継父の作った借金を背負う。処女を継父に奪われた過去を持つ。
手塚結衣
演 - とみやまあゆみ
派遣でやってきた朋美の同僚。シングルマザー。
工藤沙耶佳
演 - 高橋美津子
朋美の母。
アヤカ
演 - 和田光沙

成田潤
演 - 可児正光
朋美の彼氏で大学時代の先輩。
工藤幸雄
演 - 川瀬陽太
朋美の継父。DV癖があり、妻や朋美を苦しめていた。
平林正彦
演 - 山本宗介
社長の息子というエリート社員。セクハラ魔。
原島亮太
演 - 木村保
潤の親友。大学時代からの友人。出会い系で一夜の相手を求めている。
白井
演 - 森本のぶ
借金取り。
市川
演 - 羽柴裕吾
サヤカの客。
二ノ宮
演 - 三輪江一
サヤカの客。
女子社員A
演 - 藤倉さな子

女子社員B
演 - 藤原絵里

## スタッフ
- 監督：榊英雄
- 脚本・助監督：三輪江一
- 撮影：早坂伸
- 照明：大場郭基
- 編集：清野英樹
- スチール：富山龍太郎
- 音楽：雷鳥
- 録音・効果：丹雄二
- ヘアメイク：堀川貴世
- 制作：ファミリーツリー
- 提供：オーピー映画